# Clonaria proboscidea
Clonaria proboscidea is een insect uit de orde Phasmatodea en de  familie Diapheromeridae. De wetenschappelijke naam van deze soort is voor het eerst geldig gepubliceerd in 1922 door Bolívar.